# Kylie's Remixes Volume 1
Kylie's Remixes je kompilacija z remiksi avstralske pevke Kylie Minogue, ki so jo 16. marca 1989 izdali na Japonskem.
Na lestvici Oricon je zasedel eno izmed prvih tridesetih mest in za uspešno prodajo prejel zlato certifikacijo.
V Avstraliji so kompilacijo izdali leta 1993 in kasneje še enkrat, leta 1998.
Na kompilaciji so izdali remikse njenih zgodnjih uspešnic, ki jih je napisala skupina britanskih tekstopiscev Stock Aitken & Waterman.

## Seznam pesmi
| Št.             | Naslov                                            | Dolžina |
| --------------- | ------------------------------------------------- | ------- |
| 1.              | „I Should Be So Lucky‟ (Bicentennialov remiks)    | 6:12    |
| 2.              | „Got to Be Certain‟ (dodatni remiks)              | 6:52    |
| 3.              | „The Loco-Motion‟ (Sankiejev remiks)              | 6:36    |
| 4.              | „Je Ne Sais Pas Pourquoi‟ (Moi Non Plus Mix)      | 5:55    |
| 5.              | „Turn It into Love‟ (verzija z albuma)            | 3:37    |
| 6.              | „It's No Secret‟ (razširjena različica)           | 5:49    |
| 7.              | „Je Ne Sais Pas Pourquoi‟ (revolucionarni remiks) | 7:16    |
| 8.              | „I Should Be So Lucky‟ (nov remiks)               | 5:33    |
| 9.              | „Made in Heaven‟ (remiks Made in England)         | 6:19    |
| Skupna dolžina: | Skupna dolžina:                                   | 54:09   |

## Dosežki
| Lestvica (1989)   | Dosežek |
| ----------------- | ------- |
| Japonska (Oricon) | 13      |

## Prodaja in certifikacije
| Država   | Certifikacija | Prodaja |
| -------- | ------------- | ------- |
| Japonska | Zlata         | 84.000  |